# Синода, Кэндзи
Кэндзи Синода (яп. 篠田 賢治; род. 27 сентября 1953, Япония) — японский дипломат, посол Японии в Сингапуре (с 2016).

## Биография
В марте 1976 года окончил юридический факультет Киотского университета и поступил на службу в Министерство иностранных дел Японии.
В июне 1979 года окончил Высшую школу искусств и наук Гарвардского университета.
С 1990 года работал в ранге первого секретаря в посольстве Японии в США (с 1993 года в ранге — советника).
В 1993 году назначен советником в посольство Японии в России.
С 1995 года являлся начальником Второго Ближневосточного отдела Бюро по делам Ближнего Востока и Африки МИДа Японии, а с 1996 года — начальником Российского отдела, Бюро по делам Европы и Океании.
С 1999 года являлся советником посольства Японии в России.
С 2002 года был в должности заместителя генерального директора Бюро договоров МИДа Японии (с 2003 года — заместителя Генерального директора Департамента Европы МИДа).
С 2006 года был Генеральным консулом Японии в Чикаго.
В 2008 году назначен чрезвычайным посланником и полномочным министром Посольства Японии в США.
С 2010 года был генеральным директором Службы разведки и анализа МИДа Японии.
С 2012 по 2016 год был чрезвычайным и полномочным послом Японии в Финляндии.
С 7 апреля 2016 года является чрезвычайным и полномочным послом Японии в Сингапуре. 28 апреля вручил свои верительные грамоты.
Женат.